# Landet Sogn (Svendborg Kommune)
Landet Sogn ist eine Kirchspielsgemeinde (dänisch Sogn)
auf der Insel Tåsinge im Sydfynske Øhav (deutsch Südfünisches Inselmeer) südlich der Insel Fyn (deutsch Fünen) im südlichen Dänemark.
Bis 1970 gehörte sie zur Harde Sunds Herred im damaligen Svendborg Amt, danach zur Svendborg Kommune im
Fyns Amt, die im Zuge der  Kommunalreform zum 1. Januar 2007 in der
„neuen“ Svendborg Kommune in der Region Syddanmark aufgegangen ist.
Im Kirchspiel leben 1067 Einwohner, davon 283 im Kirchdorf (Stand: 1. Januar 2023).
Im Kirchspiel liegt die Kirche „Sankt Jørgens Kirke“, auch „Landet Kirke“ genannt. Auf dem Friedhof des Hauptortes Landet befindet sich das Grab von Elvira Madigan.
Nachbargemeinden sind im Norden Bregninge Sogn und im Süden Bjerreby Sogn.